# Домпри
Домпри (фр. Domprix) насеље је и општина у североисточној Француској у региону Лорена, у департману Мерт и Мозел која припада префектури Брије.
По подацима из 2011. године у општини је живело 61 становника, а густина насељености је износила 7,92 становника/km². Општина се простире на површини од 7,7 km². Налази се на средњој надморској висини од 317 метара (максималној 327 m, а минималној 270 m).

## Демографија
| 1962. | 1968. | 1975. | 1982. | 1990. | 1999. | 2011. |
| ----- | ----- | ----- | ----- | ----- | ----- | ----- |
| 95    | 100   | 105   | 95    | 65    | 59    | 61    |

График промене броја становника у току последњих година